# Tonrondte
Tonrondte is een begrip uit de wegenbouw en uit de waterbouwkunde.

## Wegenbouw
In de wegenbouw slaat op dit op het dwarsprofiel van een wegdek. 
Om het regenwater dat op het wegdek valt af te kunnen voeren worden met klinkers bestrate wegen in een rond profiel bestraat. 
Het dwarsprofiel van de weg is in feite een boog, met het hoogste punt in het midden en aflopend naar de goten. Meestal bedraagt het hoogteverschil in asfaltwegen tussen de goot en de kruin van de weg ongeveer 1% tot 4% van de breedte van de rijstrook of halve rijbaan, in elementenverharding (bestrating/tegelwerk) past men 2 tot 3 centimeter afschot per meter toe.
De porring (P), ook wel pijl genoemd,  op een vrij afwaterende weg (zonder verhoogde kantopsluiting) bedraagt 1/4 van het hoogte verschil tussen de kantlaag en de kruin van de weg.
De porring (P) op een niet vrij afwaterende weg (met verhoogde kantopsluiting) bedraagt 1/4 van het hoogte verschil tussen de kantlaag en de kruin van de weg ter hoogte van het breekpunt, de kruin wordt berekend t.p.v het gemiddeld zicht.
Als er een rechte lijn (draad)wordt getrokken van de kantlaag naar de kruinsteen dient op 1/2 van de afstand hiertussen de berekende afstand uitgezet te worden.
Een variant op tonrondte is het gewijzigd-tonrond profiel hier wordt 1/8 van het hoogte verschil tussen de kantlaag en de weg gebruikt als porring.
Verder blijft de manier van berekenen en uitzetten gelijk aan het berekenen en uitzetten van het tonrond profiel.

## Waterbouwkunde

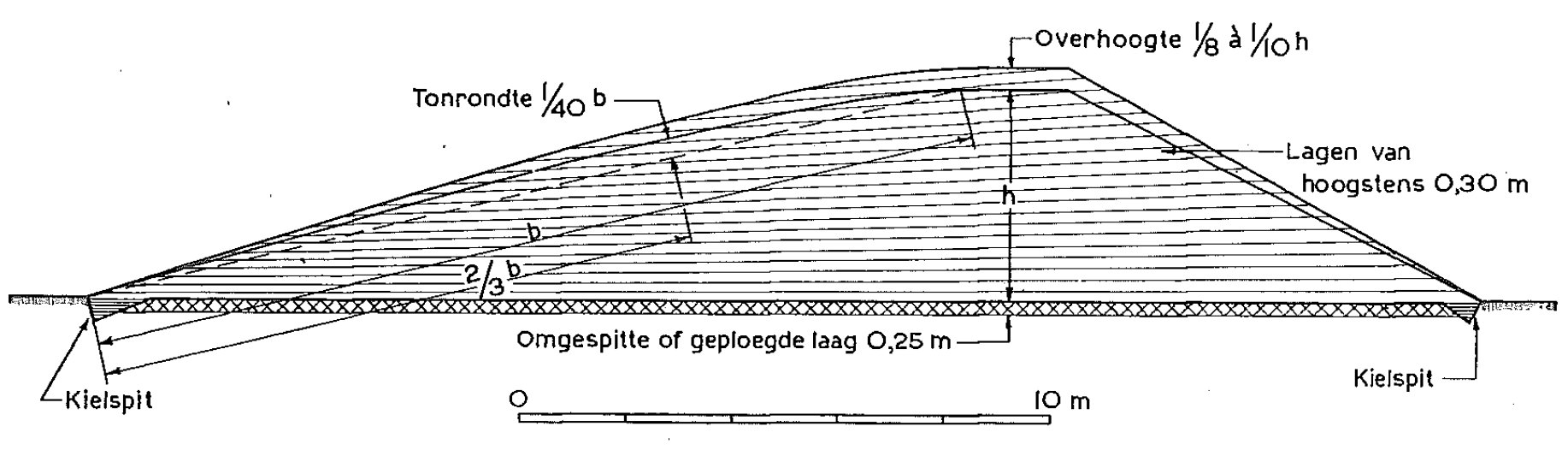
Tonrondte van een dijktalud

Het begrip tonrondte wordt ook gebruikt in de waterbouw om aan te geven dat een talud niet recht is, maar een bolling heeft. In tegenstelling met de wegenbouw is het zorgen voor een goede afwatering bij een dijktalud geen reden voor tonrondte (dit geldt natuurlijk wel voor de kruin van de dijk). Wel is het zinvol om op die hoogte waar de meeste golfaanval verwacht wordt, het talud flauwer te maken. In de praktijk geeft dat een positieve tonrondte. Ligt de golfaanval laag op het talud, is een negatieve tonrondte (dus een hol talud) zinvol. Dit speelt vooral bij dijken met alleen een grasbekleding. 
Daarnaast wordt het talud in een bol profiel aangebracht, omdat het talud hierdoor visueel recht lijkt. Volgens de Standaard RAW moeten alle taluds van ophogingen op 2/3 van de hoogte, gemeten vanaf de teen of vanaf te buitenberm,  een tonrondte (pijl of porring) hebben van 1/40 van de taludhelling. Een vloeiende tonrondte wordt in de praktijk weleens vervangen door een geknikt profiel, omdat profielen met GPS-ondersteuning in rechte lijnen worden afgewerkt. Bij korte grastaluds wordt de tonrondte soms achterwege gelaten. Bij het aanbrengen van steenzettingen over een grote hoogte wordt wel een tonrondte toegepast. Doel hiervan is om de helling visueel over de gehele hoogte eenzelfde gradiënt te geven. De kwaliteit van zetwerk kan visueel het beste worden beoordeeld door waarneming van onderaf.